# يسرية محمد الحسن
يسرية محمد الحسن سالم (1954 - ) إعلامية ومراسلة أخبار سودانية من مواليد مدينة عطبرة.

## حياتها
وُلدت لأب ينتمي إلى قبيلة الشايقية منطقة جريف نوري وكان يعمل مهندساً بالنقل النهري . تلقت تعليمها بمدرسة حلة حمد الأولية ثم درست الإعدادي والثانوي بالكلية القبطية بنات وتحصلت على دبلوم إذاعة وتلفزيون من جمهورية مصر العربية. لديها دراسات عديدة في مجال الإعلام (الإضافية - جامعة الخرطوم).

## بداياتها كإعلامية
كانت بداياتها مع العمل الاعلامي في عام 1968م وهي بعمر صغير في برنامج الأطفال بتلفزيون السودان الذي كان يخرجه الأستاذ محمد حسين وتعده وتقدمه صفية الأمين (ماما صفية) التي تعلمت على يديها بدايات فنون العمل التلفزيوني. في عام 1979م شاءت الظروف أن تقابل يسرية الأستاذ علي شمو وكان حينها وزير الشباب والرياضة فاقترح عليها الانضمام إلى تلفزيون السودان الذي كان يديره آنذاك الأستاذ أحمد الزين صغيرون فانضمت إلى التلفزيون وكانت حينها قد أكملت دراستها في الإعلام (الإضافية- جامعة الخرطوم) واجريت لها الاختبارات فاجتازتها وتدربت على أيدي أساتذة أفاضل من الرعيل الأول مثل محمد صالح فهمي بدوي، حمدي بولاد، حمدي بدر الدين وكانت مدة التدريب سنة كاملة تم عينت كمذيعة .
فضلت يسرية العمل بالإذاعة على التلفزيون وطلبت الانتقال إليها وتم ذلك بالفعل وبدأت العمل في الإذاعة كمذيعة ربط، وتطورت تدريجياً، وتأهلت تماماً في الإذاعة التي كان لديها أكثر من ثمان نشرات أخبار خلال اليوم .

## إنضمامها للتلفزيون
انتقلت للعمل في التلفزيون عبر قرار اتخذه وزير الثقافة والاعلام إسماعيل الحاج موسى وكان معها أخريات، وأبلغها هذا القرار الأستاذ أبو العزائم، كان قراراً ملزماً رغم اعتراضها عليه، كانت يسرية هي أول مذيعة تقدم برنامجاً رياضياً في التلفزيون مع الأستاذ علي الريح، إضافة إلى تقديمها للبرامج الثقافية والحوارية واللقاءات والسهرات والأيام المفتوحة بجانب إذاعة الأخبار وجريدة المساء وسهرة مع النجوم والكثير غيرها، في منتصف الثمانينيات بدأت تميل إلى العمل السياسي، فعملت مع شبكة الأخبار العربية في لندن، وراديوFM - MBC الذي كان مقره في لندن وانتقل إلى دبي حالياً.

## البرامج التلفزيونية
من أكثر البرامج التي تفتخر بتقديمها برنامج (سجى الليل) وهو سهرة منوعات تتخللها فقرات درامية يقوم بتأليفها وتمثيلها عدد من كبار الممثلين وكان يذاع عبر إذاعة صوت الأمة، دفعتها في التلفزيون فتحية إبراهيم، نايلة ميرغني العمرابي، عوض إبراهيم عوض، فيصل عبد الله، لقمان محمد أحمد وليلي عوض والفاتح الصباغ وفي الإذاعة صلاح الدين التوم وفاطمة الصادق وسهام العمرابي ونائلة العمرابي، كما تدرب على يديها كل من محمد الكبير الكتبي، الزبير عثمان أحمد، نجم الدين محمد أحمد، الزبير نايل، إسلام صالح، سلوى صالح النيل، انتصار مصطفى، إيناس محمد أحمد، ماجدة عوض، إيمان أحمد دفع الله وغيرهم.
خلال عملها كمراسلة لشبكة الأخبار العربية «A.N.N» من الخرطوم تهيأت لها الظروف للوصول إلى مصنع الشفاء عقب استهدافه بوقت قصير واتصلت بالتلفزيون لتوفير كاميرا ، فقد كان المشهد رهيبا ومؤثرا ورائحة الدواء تلوث المكان والرؤية غير واضحة وعشرات الأسئلة كانت تقفز في ذهنها عن ماهية ما حدث، الوسيلة، الأسباب، كانت الجهات الأمنية تطوق المكان وهي أول من قام بإجراء مقابلة مباشرة مع رئيس الجمهورية آنذلك عمر البشير.